# Вирцавская волость
Вирцавская волость (латыш. Vircavas pagasts) — одна из семнадцати территориальных единиц Елгавского края Латвии. Граничит с Виестурской волостью Бауского края, Сесавской, Яунсвирлаукской и Платонской волостями своего края.
Крупнейшими населёнными пунктами волости являются: Вирцава (волостной центр), Арини, Эрверти, Мазлауки, Оглайне, Рейкули, Роки, Шкирас.
По территории волости протекают реки: Элея, Лиепарс, Оглайне, Реда, Сесава, Упеле, Вирцава.

## История
До 1925 года называлась Кроньвирцавская волость. В 1935 году Вирцавская волость Елгавского уезда имела площадь 99,7 км². В 1945 году в состав волости входили Вирцавский и Спридишский сельские советы. После отмены в 1949 году волостного деления Вирцавский сельсовет был включён в состав Елгавского района.
В 1954 году к Вирцавскому сельсовету был присоединён ликвидированный Спридишский сельсовет. В 1966 году — Лиелвирцавский сельсовет. Часть территории Вирцавского сельсовета перешла к Яунсвирцавскому сельсовету. В 1974 были добавлены части территорий Платонского и Яунсвирлаукского сельсоветов, часть Вирцавского сельсовета — Платонскому сельскому совету. В 1977 и 1979 годах поэтапно были присоединены части Вецвирлаукского сельсовета. В 1987 году часть Вирцавского сельсовета была передана в ведение Яунсвирлаукского сельсовета.
В 1990 году Вирцавский сельсовет был реорганизован в волость. В 2009 году, по окончании латвийской административно-территориальной реформы, Вирцавская волость вошла в состав созданного Елгавского края.